# 마함꿋랏위타얄라이 대학교
마함꿋랏위타얄라이 대학교(태국어: มหาวิทยาลัยมหามกุฏราชวิทยาลัย 마하위타얄라이 마함꿋랏위타얄라이[*], Mahamakut Buddhist University)는 태국의 두 국립 불교 대학 중 하나이다. 이 대학교는 라마 5세 쭐랄롱꼰 대왕에 의해 1893년 불교 승려를 대상으로 불교 교육에 중점을 둔 고등 교육을 제공하기 위해 개교하였다. 이 대학교의 명칭은 라마 4세 몽꿋 왕의 이름을 딴 것이다.
또 다른 태국의 불교대학인 마하쭐랄롱꼰랏위타얄라이 대학교와 함께 이 대학교는 1997년부터 국립이 되었다.

## 소속 기관
마함꿋랏위타얄라이 대학교에는 다음 네 학부가 설치되어 있다.
- 종교철학부
- 인문학부
- 사회과학부
- 교육학부

이밖에 이 대학교는 1987년부터 석사 학위 과정을 개설하였으며, 2005년부터는 박사 학위 과정도 개설하였다.